# J.Yoon
（1982年9月27日—2021年5月13日），本名“尹才熊（윤재웅）”，是韩国一位音乐家、歌手和创作歌手，同时也是韩国乐队M.C. The Max成员。